# Ligne du parti
La discipline du parti, ou par anglicisme, ligne du parti, est un idiotisme politique appliqué à un mouvement social ou à un parti politique, et qui désigne la règle morale ou ligne de conduite officielle à suivre sur un sujet particulier, les éléments idéologiques spécifiques à l'organisation, ou en tant que terme informel un agenda canonique à respecter. La définition provient de la phrase suivre la ligne du parti, un élément historique de la Chambre des communes britannique.
L'expression est employée généralement dans le contexte de systèmes parlementaires de style britannique, comme ceux du Canada et du Québec. Il fait référence à l'obligation qu'ont les membres d'un parti de respecter la discipline de parti lorsque vient le temps de voter en bloc sur une motion présentée au parlement. Pour le Québec le nom de l'institution est l'Assemblée nationale du Québec.

## Étymologie
Selon l'Oxford English Dictionary, « suivre la discipline du parti » est une expression idiomatique qui signifie « se conformer consciencieusement à la doctrine, règles ou standards ». Elle s'applique aussi à une personne qui parle d'une manière conforme à l'agenda ou ordre du jour de son parti ou de son mouvement.
Bien que l'expression ait été incontestablement réutilisée plusieurs fois dans l'histoire, l'origine souvent répétée de l'expression vient de la Chambre des communes. La Chambre, par le passé et jusqu'à aujourd'hui, dispose d'un ensemble de deux lignes de séparation qui séparent les deux premières rangées de bancs. L'espace au milieu des deux lignes est de la longueur d'une épée : durant les débats animés, du temps ou ils portaient l'épée, les membres surexcités d'un parti ne devaient pas franchir la ligne pour éviter les confrontations. Le président de la Chambre, pour faire revenir l'ordre en période de vifs débats, pouvait crier « Toe the line, toe the line! ». Cette expression pourrait être traduite par « suivez la ligne ! »; selon l'American Heritage Dictionary, la traduction du verbe « toe » (orteil comme première signification) est se tenir debout, marcher, se déplacer, ou avoir les orteils pointés dans une direction spécifique,.

## Le godillot, néologisme politique
Le terme de godillot (littéralement : grosse chaussure, venant d'Alexis Godillot) est un néologisme politique employé pour désigner péjorativement la personne qui exécute les ordres ou suit les consignes sans discuter, en particulier un parlementaire qui suit, sans discuter, les consignes de vote de son parti. Par extension, on a les expressions : Parlement godillot, Parti godillot, vote godillot, député godillot .
Jean-François Copé a utilisé en avril 2009 le terme de « Parlement Godillot » après le rejet de la loi Hadopi le 9 avril pour réfuter le manque de liberté de débat et d'expression pour les députés,. Puis, il emploie le terme de « député godillot » et déclare que « nous ne sommes plus au temps du député godillot » le 22 avril 2009.